# Грицаєнко Сергій Анатолійович
Сергі́й Анато́лійович Грицаєнко — полковник Збройних сил України.
Станом на червень 2018 року — командир 14-ї радіотехнічної бригади.

## Нагороди
За особистий внесок у зміцнення обороноздатності Української держави, мужність, самовідданість і високий професіоналізм, виявлені під час виконання військового обов'язку, та з нагоди Дня Збройних Сил України нагороджений орденом «За мужність» III ступеня (2.12.2016).